# Claude Romano
Claude Romano (Fontenay-aux-Roses, Francia, 10 de enero de 1967) es un filósofo y escritor francés.

## Biografía
Antiguo alumno de la Escuela Normal Superior, desde 2010 es profesor en la Universidad de París Sorbonne-París IV. Fue editor de la revista Philosophie entre 1994 y 2003.
Su trabajo se centra en la fenomenología, la metafísica, la hermenéutica y la literatura. Fue galardonado con el Gran Premio de Moron 2010 la Academia Francesa por el conjunto de su obra sobre fenomenología.
Analiza el hombre desde el concepto de Acontecimiento - concepto oscurecido por el análisis existencial de Ser y Tiempo de Heidegger, que luego se convierte en una hermenéutica del evento.
Claude Romano propone que no se debe pensar el acontecimiento como un existencial adicional, sino pensar toda la existencia en términos de la noción de acontecimiento.

## Principales publicaciones
- L'Événement et le Monde París, PUF, « Épiméthée », 1998 (2e éd., 1999), 293 p., (Tesis de doctorado bajo la dirección de Didier Franck)
- L'Événement et le Temps París, PUF, « Épiméthée », 1999, 313 p.
- Lumière, Des Syrtes, 1999, 124 p. (roman)
- Il y a : essais de phénoménologie París, PUF, « Épiméthée », 2003
- Le Chant de la vie : phénoménologie de Faulkner París, Gallimard, 2004
- co-éd. avec Jérôme Laurent, Le Néant : contribution à l'histoire du non-être dans la philosophie occidentale, París, PUF, 2006
- (éd.) Wittgenstein et la tradition phénoménologique, París, Le Cercle herméneutique, 2008
- co-éd. avec Servanne Jollivet, Heidegger en dialogue (1912-1930) : rencontres, affinités, confrontations, París, Vrin, 2009
- Au cœur de la raison, la phénoménologie, París, Gallimard, « folio-essais », 2010
- L’Aventure temporelle : trois essais pour introduire à l’herméneutique événementiale, París, PUF, « Quadrige », 2010
- De la couleur : un cours, Chatou, Éditions de la Transparence, 2010
- Lo posible y el acontecimiento: introducción a la hermenéutica acontecial, trad. esp. de Aníbal Fornari, Patricio Mena Malet er Enoc Muñoz, Santiago de Chile,Ediciones de la Universidad Alberto Hurtado, « Filosofía », 2008
- El acontecimiento y el mundo, traducción de Fernando Rampérez, Salamanca, Ediciones Sígueme, Colección Hermeneia, n.º 96, 2012.

- Datos: Q2978087